# Endophyllum formosanum
Endophyllum formosanum är en svampart som först beskrevs av Syd. & P. Syd., och fick sitt nu gällande namn av Hirats. f. & S. Kaneko 1980. Endophyllum formosanum ingår i släktet Endophyllum och familjen Pucciniaceae.   Inga underarter finns listade i Catalogue of Life.